# Anthophora schultzei
Anthophora schultzei är en biart som beskrevs av Heinrich Friese 1909. Anthophora schultzei ingår i släktet pälsbin, och familjen långtungebin. Inga underarter finns listade i Catalogue of Life.